# XeTeX
XeTeX（/ˈziːtɛx/或/ˈziːtɛk/，風格化後写作XǝTeX）是一种使用Unicode的TeX排版引擎，并支持一些现代字体技术，例如OpenType、Graphite和Apple Advanced Typography（AAT）。其作者和维护者是Jonathan Kew，并以X11自由软件许可证发布。
虽然XǝTeX最初只是为Mac OS X所开发，但它现在在各主要平台上都可以运作。它原生支持Unicode，并默认其输入文件为UTF-8编码。XǝTeX可以在不进行额外設定的情况下直接使用操作系统中安装的字体，因此可以直接利用OpenType、Graphite中的高级特性，例如额外的字形，花体，合字，可变的文本粗细等等。XǝTeX提供了对OpenType中本地排版约定（locl标签）的支持，也允许向字体传递OpenType的元标签。它亦支持使用包含特殊数学字符的Unicode字体排版数学公式，例如使用Cambria Math或Asana Math字体代替传统的TeX字体。

## 历史
2004年4月，发布了XǝTeX的第一个版本，这个版本只支持Mac OS X，并包括了内建的ATT和Unicode支持。2005年，加入了对OpenType的支持。在2006年BachoTeX期间，发布了第一个支持Linux的版本，并在数月后由Akira Kakuto移植到了Microsoft Windows上，其跨平台版本最终包含在TeX Live 2007中。另外，从2.7版开始，MiKTeX也包含了XǝTeX。
作为TeX Live的一部分，XǝTeX支持大多数为LaTeX、OpenType、TrueType和PostScript字体开发的巨集包，而无需特别的安装和设定。
BachoTeX 2008上宣布发行0.998版本，通过\XeTeXinputnormalization命令支持Unicode正规化。
2013年5月发布0.9999，为了OpenType排版从ICU排版引擎转换到HarfBuzz，为Graphite排版输出增添Graphite2，并在Mac OS X以Core Text取代ATSUI。

## 工作过程
XǝTeX分两个阶段处理输入文件。在第一阶段中，XǝTeX输出扩展DVI （xdv）文件，然后由驱动转换为PDF文件。在默认模式下，xdv文件被直接通过管道送入驱动，不产生任何用户可见的中间文件。同时，也可以只运行XǝTeX的第一阶段，保存xdv文件，但在截至2008年7月尚无可以阅读这种格式的阅读器。

使用OpenType字体（Hoefler Text）渲染合字

有两种后端驱动可以从xdv文件产生PDF文件：
- xdv2pdf：它使用AAT技术（Apple Advanced Typography），只能在Mac OS X上工作。
- xdvipdfmx：它是dvipdfmx（英语：dvipdfmx）的修改版。它在标准的FreeType和fontconfig上采用了修改版本的Unicode国际化组件（ICU），可以在所有平台上工作。

从0.997版开始，所有平台上的默认驱动都是xdvipdfmx。在0.9999版中xdv2pdf不再得到支持，其开发也被中止。
XǝTeX可以很好的支持LaTeX和ConTeXt巨集包。其中，LaTeX部分以xelatex的方式引用。并通常与fontspec一起使用，该巨集包提供字体的配置方式，并允许重新命名复杂的字体名称以便于再利用。
XǝTeX包含在TeX Live、MacTeX和MiKTeX发行包中。

## 示例
下面的例子包括了XǝTeX源代码和渲染结果。例子中使用了开源字体文泉驿微米黑（WenQuanYi Micro Hei）显示Unicode字符，使用了以SIL开源字体授权发布的Linux Libertine O字体显示OpenType字体的连字及旧式数字样式。以XeLaTeX命令处理。
| %!Tex Program = xelatex \documentclass[a4paper]{article} \usepackage{xltxtra} \setmainfont[Mapping=tex-text]{WenQuanYi Micro Hei} \begin{document}\pagestyle{empty} \section{Unicode support} \subsection{English} All human beings are born free and equal in dignity and rights. \subsection{Íslenska} Hver maður er borinn frjáls og jafn öðrum að virðingu og réttindum. \subsection{Русский} Все люди рождаются свободными и равными в своем достоинстве и правах. \subsection{Tiếng Việt} Tất cả mọi người sinh ra đều được tự do và bình đẳng về nhân phẩm và quyền lợi. \subsection{简体中文} 每个人生来平等，享有相同的地位和权利。 \subsection{繁體中文} 每個人生來平等，享有相同的地位和權利。 \subsection{日本語} すべての人間は自由であり、かつ、尊厳と権利とについて平等である。 \section{Legacy syntax} When he goes---``Hello World!''\\ She replies—“Hello dear!” \section{Ligatures} \fontspec[Ligatures={Common, Historical}]{Linux Libertine O Italic} \fontsize{12pt}{18pt}\selectfont Questo è strano assai! \section{Numerals} \fontspec[Numbers={OldStyle}]{Linux Libertine O}Old style: 1234567\\ \fontspec[Numbers={Lining}]{Linux Libertine O}Lining: 1234567 \end{document} | 生成的样例 |

### 阿拉伯文字支持
在XǝTeX中编排阿拉伯文字的一个解决方案是使用arabxetex软件包。为此，需要在下列文本中插入阿拉伯文字：
```
\begin
{
arab
}
[utf]
.
.
.

\end
{
arab
}

```

用下列代码举例说明：

| \documentclass[12pt,fleqn,titlepage,twoside,a4paper]{book} \usepackage{etex} \usepackage{amsfonts,amsmath,amssymb,graphicx} \usepackage{txfonts} \usepackage[centering,includeheadfoot,margin=1in]{geometry} \usepackage{tabvar} \usepackage{arabxetex} %\newfontfamily{\arabicfont}[Script=Arabic,Scale=1.5]{Traditional Arabic} \parindent = 0pt \begin{document} \begin{arab}[utf] \chapter*{\textarab[utf]{ حِكَم من تَجمـيعي }} \section*{\textarab[utf]{ شِعر }} أديـن بدين الحـــب أنـى تــوجـهت ركـائبه \qquad فالحـــب دينــي و إيماني\\ لنا أسوة في بشر هند و اختها و قيس و ليلى \qquad ثـــــم مـــــي و غـــيــــلان \end{arab} \end{document} | 使用XeTeX处理的阿拉伯文字 |

## 延伸阅读
- M. Goossens (Ed.) (2008) The XeTeX Companion: TeX meets OpenType and Unicode （页面存档备份，存于）.